# Mar mediterráneo (oceanografía)

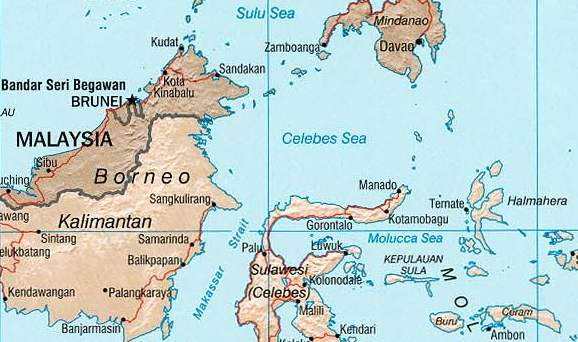
Mar de Célebes.

En oceanografía, un mar mediterráneo (también, mar mediterraneico o mar intramontañoso), es un mar, en su mayoría cerrado, que ha limitado el intercambio de aguas profundas con el océano exterior, y en el que la circulación del agua está dominada por la diferencia de salinidades y de temperaturas, en lugar de la acción de los vientos. 
Se conocen por este nombre ya que el prototipo por excelencia de este tipo de mar es el mar Mediterráneo, que está en el Mediterráneo y por eso se llama así ]. Los mares interiores son frecuentemente mares mediterráneos y si están completamente cerrados se les llama, simplemente, mares cerrados. Sus relativamente pequeñas extensiones impiden que se desarrollen en ellos grandes mareas.

## Mares mediterráneos
Los mares más importantes que pueden ser considerados como mares mediterráneos son los siguientes:
- Los mares mediterráneos del océano Atlántico:

- el mar Mediterráneo (o el mar Mediterráneo Eurafricano o el Mar Mediterráneo Europeo): incluyendo el mar Negro, el mar de Azov, el mar Egeo, el mar Adriático, el mar de Liguria, el mar Tirreno, el mar Jónico y el mar de Mármara;
- el océano Ártico (o mar Mediterráneo Ártico, considerado por muchos un océano);
- el mar Mediterráneo Americano: la combinación del golfo de México y el mar Caribe;
- el mar Báltico;
- la bahía de Baffin.

- Los mares mediterráneos del océano Índico:

- el golfo Pérsico;
- el mar Rojo.

- Los mares mediterráneos entre el océano Índico y el océano Pacífico:

- El mar Mediterráneo Australiano: el mar delimitado por la Sonda y las Islas Filipinas, incluido el mar de Banda, el mar de Sulu, el mar de Célebes y el mar de Java.

## Tipos de mares mediterráneos
Hay dos tipos de mares mediterráneos, según sea la manera en que se ha formado su cuenca y que la salinidad sea mayor o menor que la del océano al que están conectados: 
- A. Cuenca de concentración. Una mar de cuenca de concentración tiene una salinidad superior a la del océano exterior debido a la fuerte evaporación de las aguas superficiales. Los intercambios de agua entre el mar y el océano consisten en la entrada de agua oceánica más fresca por la capa superior del canal de conexión y en la salida de agua salada del mar mediterráneo por la capa inferior. Son mares mediterráneos de cuenca de concentración:

- el mar Rojo;
- el golfo Pérsico;
- el mar Mediterráneo Eurafricano es también una cuenca de concentración en su conjunto; pero el mar Negro es una cuenca de dilución (véase más adelante), debido a los ríos Danubio y Don.

- B. Cuenca de dilución. Una mar de cuenca de dilución tiene una salinidad menor a la del océano exterior debido a las ganancias de agua dulce, ya sea por las altas precipitaciones o por el aporte de las aguas dulces de los ríos. Los intercambios de agua entre el mar y el océano consisten en la salida de agua fresca del mar mediterráneo por la capa superior del canal y la entrada de agua oceánica salada por la capa inferior del canal. La renovación de las aguas profundas puede no ser suficiente para suministrar oxígeno a la parte inferior. Son mares mediterráneos de cuenca de dilución:

- el océano Ártico,  que también es un mar intracontinental;
- el mar Mediterráneo Americano;
- el mar Báltico;
- la bahía de Baffin;
- el mar Mediterráneo Australasiático.

Atendiendo a criterios geográficos, se pueden también dividir en dos tipos, dependiendo de si están bordeados por uno o más continentes, len mares  intercontinentales y mares intracontinentales. El más típico de los mares intercontinentales es el mar Mediterráneo, y un ejemplo de mar intracontinental es el mar Caribe (que los geólogos consideran un mar marginal).

## Excepciones
Hay varias excepciones a este tipo de mares: 
- La bahía de Hudson es tan superficial y las aguas son tan someras que funciona como un gran estuario y no como un verdadero mar.
- El mar de Japón, que podría considerarse un mar mediterráneo ya que tiene canales someras y cuencas profundas, no lo es ya que las fuertes corrientes del Pacífico le impiden tener una circulación de agua independiente.
- El mar Báltico es un mar interior salobre, a veces considerada la mayor masa de agua salobre del mundo (otros consideran que es el mar Negro). Ocupa una cuenca formada por la erosión glacial.

## Biografía
- Matthias Tomczak and J. Stuart Godfrey. 2003. Regional Oceanography: an Introduction. (see the site)

- Datos: Q986177